# Sugala Devi
Sugala Devi, död 1160, var regerande drottning av kungariket Ruhuna på Sri Lanka 1160.
Hon var gift med kung Sri Vallabha av Ruhuna och mor till kung Manabharana II av Ruhuna. 
När hennes son föll i strid mot kung Parakramabahu I av Polonnaruwa (regerade 1153-1186), förenade sig hans anhängare under hans mor och hyllade henne som landets första regerande drottning och förberedde sig att under hennes befäl försvara landet mot Parakramabahu I. 
De förlorade kriget, Sugala Devi dödades och kungariket erövrades av Parakramabahu I, som gifte sig med hennes dotter Lilavati. 